# 월경 주기

월경 주기

월경 주기(月經週期, 영어: menstrual cycle)는 가임 여성에게서 나타나는 생리학적 변화의 주기를 뜻한다. 월경 현상(자궁으로부터 질로의 출혈)은 주로 인간이나, 침팬지처럼 인간과 진화적으로 가까운 종에게서 나타난다. 진수류의 다른 암컷들은 발정 주기를 겪는데, 이 경우엔 생식 주기의 마지막에 자궁내막이 동물 자신의 몸에 완전히 재흡수된다. 이 문서는 인간의 월경 주기에 초점이 맞춰 있다.
내분비 기관에 의해 조절되는 월경 주기는 생식에 필수적이다. 이 주기는 뚜렷하게 월경기, 난포기, 그리고 황체기로 나뉠 수 있다. 배란은 난포기와 황체기를 구분짓는다. 각각의 기간은 개인마다, 혹은 주기마다 다른데, 평균적인 월경 주기는 28일이다. 호르몬 피임의 경우 생식을 막기 위한 목적으로, 이러한 자연스런 호르몬 변화를 방해한다.
난포기에서 점진적으로 증가하는 에스트로겐의 영향으로, 월경은 느려지고 결국 멈춰, 자궁의 내막이 두텁게 된다. 난소 안에 있는 난포는 여러 호르몬의 복합 작용에 의해 발달하기 시작하고, 며칠이 지나면 하나, 때로는 두 개가 성숙한다(미성숙 난포는 위축되어 사라진다). 대략 주기의 중간쯤, 황체 형성 호르몬(LH)이 급증한 지 24~36시간이 지나면, 난자는 수정이 되지 않을 경우 길어야 24시간 동안 생존하고 난소 안에 있는 성숙 난포의 나머지 부분은 황체가 된다(황체는 많은 양의 프로게스테론을 생성시키는 기능이 있다). 프로게스테론의 영향을 받아, 자궁 내막은 배아의 착상에 알맞게 변화하여 정상적인 임신을 대비한다. 만일 약 2주 안에 착상이 이뤄지지 않게 되면, 황체는 퇴화하여 프로게스테론과 에스트로겐 수치 모두의 급격한 하락을 가져온다. 이 호르몬 변화는 자궁이 그 내벽을 허물게 하여 월경이라는 과정을 겪도록 한다.
월경 주기 동안, 여성의 생식 기관 뿐만 아니라 다른 기관들(예를 들어, 유방 동통이나 기분 변화를 유발하는)에서 여러 변화가 나타난다. 여성의 첫 월경은 초경이라고 하여, 보통 12세 전후에 나타난다. 여성의 생식 주기의 마지막은 폐경기라 하고, 45세에서 55세 사이의 기간 중 한 때에 나타난다.

## 용어
초경은 여성이 사춘기의 초반부에 겪는 현상 중 하나다. 초경을 겪는 평균 연령은 12 세이지만, 8세에서 16 세 사이 어느 때이든 정상으로 본다. 가족력이나 식생활, 또는 전반적인 건강 상태가 초경을 앞당기거나 늦출 수 있다. 여성의 가임기의 마지막에 일어나는 월경 주기의 중단은 폐경이라고 한다. 여성이 폐경기를 겪는 평균 연령은 50 세 정도로, 40 세에서 58 세 사이 어느 때에든 정상적으로 일어날 수 있다. 35 세 이전의 폐경은 조기 폐경 이라고 한다. 폐경 연령은 유전적 상황에 크게 좌우되는데, 그럼에도 불구하고 질병이나 일부 외과 수술, 또는 의약품에 의해서 앞당겨지기도 한다.
여성의 월경 주기는 조금 짧거나 조금 긴 식으로, 그 길이가 기본적으로 일정하지 않다. 한 여성의 월경 주기 중 가장 짧은 것과 가장 긴 것의 차이가 8일 미만이면 정상적인 월경 주기를 가진 것으로 본다. 반대로 그 차이가 4일 미만인 여성은 매우 드물다. 기간의 차이가 8일에서 20일 사이이면 월경 불순으로 볼 수 있고, 짧은 월경 주기와 긴 월경 주기의 차이가 21일 이상일 경우 매우 불규칙한 것으로 본다(주기의 불규칙 참조).

## 단계
월경 주기는 몇 가지 단계로 나뉜다. 각 단계의 평균 기간은 다음과 같다.
| 명칭                                            | 평균 시작하는 날 주기를 28일로 봄 | 평균 끝나는 날 |
| 월경기                                          | 1                                 | 4              |
| 난포기 (증식기라고도 함)                        | 5                                 | 13             |
| 배란 (단계는 아니지만, 두 단계를 구분짓는 현상) | 14                                | 14             |
| 황체기 (분비기라고도 함)                        | 15                                | 26             |
| 허혈기 (이 단계를 황체기에 포함시키기도 함)     | 27                                | 28             |

### 월경기(menstrual phase)
월경은 또한 생리, 멘스라고도 일컬어진다. 월경시 나타나는 피의 배출은 여성이 임신하지 않았음을 알려준다.(하지만, 이것이 항상 옳지많은 않다. 몇 가지 요건에 의해 임신중 출혈이 일어날 수 있는데, 이들 중 일부는 임신 초기에만 한정되지만 몇몇 요건은 과다 출혈을 일으킬 수도 있다.) 가임기 동안 월경이 중지된다면, 이는 여성이 임신을 확인할 수 있는 첫 번째 증상으로 볼 수 있다.
정상 월경의 범위는, 그 기간이 일반적으로 3 ~ 5 일 정도이지만, 2 ~ 7 일의 범위에만 포함되면 정상으로 판단한다. 월경시 평균적인 출혈량은 35 ml이고, 10 ~ 80 ml를 정상량으로 본다.(이 출혈 때문에, 여성들은 남성보다 철분 결핍에 취약하다.) 플라스민이라고 하는 효소는 월경혈의 응고를 억제한다. 월경 시작 후 처음 며칠 동안은 일반적으로 복부나 등, 또는 허벅지 윗부분에서 월경통이 느껴지게 된다. 월경이 시작될 때, 유방 동통이나 신경 과민 같은 월경전 증후군(PMS)의 증상들이 대체로 감소한다. 많은 위생용품이 월경을 겪는 여성들을 위하여 판매되고 있다.

### 난포기(follicular phase)
이 단계는 여포기 라고도 불리며 때로는 증식기 라고도 하는데, 그 이유는 이 시기에 자궁 내막이 두꺼워지거나 증식하기 때문이다.
월경 주기의 초반에 일어나는 난포 자극 호르몬(FSH)의 증가에 영향을 받아, 몇 개의 난포가 자극받게 된다. 태어날 때부터 존재했고 난포발달 과정을 통해 발달해 온 이 난포들은, 서로가 우위를 점하기 위해 경쟁한다. 몇몇 호르몬의 작용에 의해, 우세한 단 하나의 난포만이 성숙해지며, 나머지는 성장이 멈추게 된다. 다 자란 난포는 성숙난포 혹은 삼차난포라고 불리며, 난세포를 생성한다.
완전히 성숙하게 되면, 난포는 에스트라디올과 에스트로겐을 점차 많이 분비하게 된다. 에스트로겐은 자궁내막의 새로운 층의 형성을 시작하도록 하고, 이는 조직학적으로 자궁내막의 증식이라 한다. 에스트로겐은 또한 자궁경부의 샘을 자극해 자궁목 점액을 생성하도록 하며, 이는 배란 관찰을 하는 여성이 확인할 수 있다.

### 배란(ovulation phase)

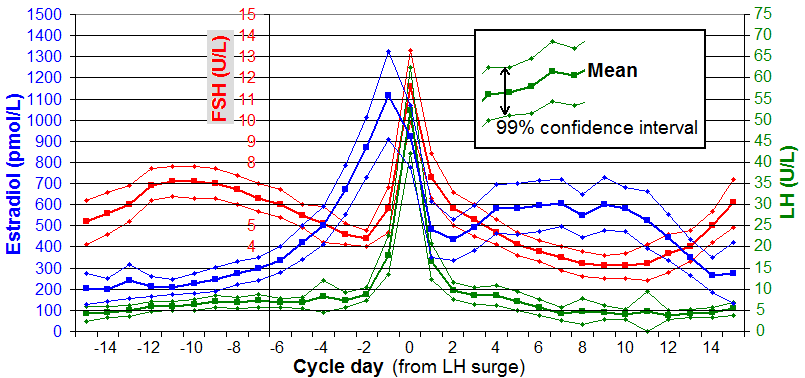
월경 주기동안의 에스트라디올과 FSH, LH의 수치를 표시한 도표.

난포기 동안, 에스트라디올은 뇌하수체 전엽에서의 황체 형성 호르몬 (LH) 분비를 억제한다. 난모세포가 거의 다 성장하게 되면, 에스트라디올의 수치가 LH의 생성을 자극할 만큼 높아지게 된다. (이러한 LH와 에스트라디올의 상반된 반응은, 시상하부에 존재하는 각기 다른 에스트로겐 수용체: 에스트라디올 - LH의 상호작용에 부정적 반응을 일으키는 에스트로겐 수용체 알파와 ' 에스트라디올 - LH의 상호작용에 긍정적 반응을 일으키는 에스트로겐 수용체 베타 때문인 것으로 보인다.) 평균적인 월경 주기에서, 황체 형성 호르몬의 방출은 12일째쯤 시작해서 48 시간 정도 지속된다.

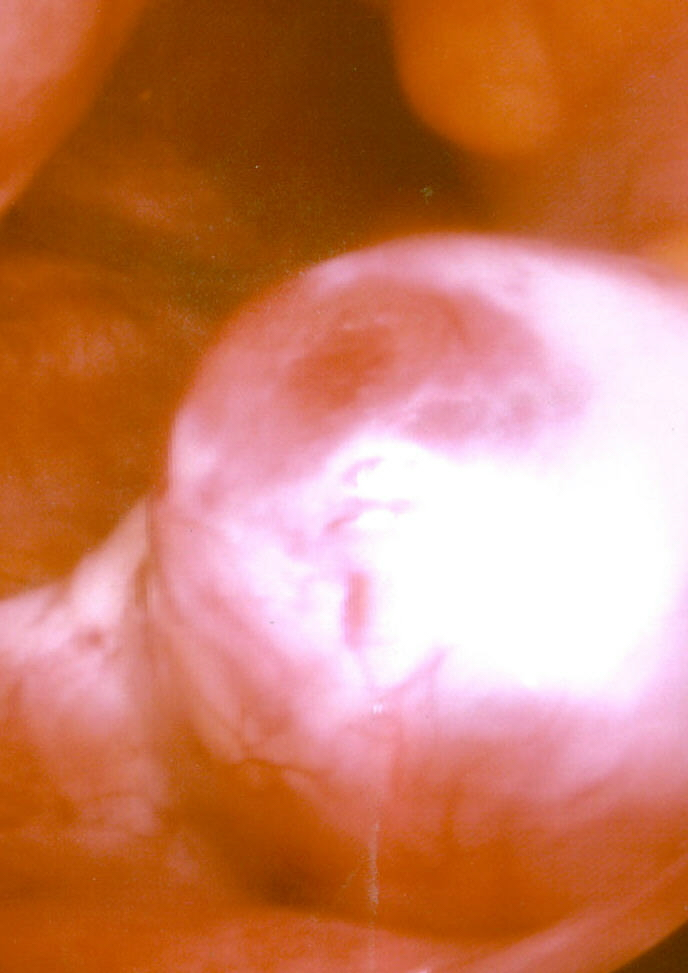
난자 배출이 임박한 난소.

이러한 황체 형성 호르몬의 분비는 난자를 성숙하게 하고 난소 안의 난포 벽을 약하게 하여, 완전히 발달된 난포로 하여금 이차난모세포를 내보내도록 한다. 이차난모세포는 바로 난세포로 발달하여 성숙한 난자가 되는데, 이 성숙난자의 지름은 약 0.2 mm이다.
왼쪽과 오른쪽 난소 중 어느 쪽에서 배란이 되는지는 기본적으로 무작위로 결정되고, 좌/우 순서가 있는지는 알려진 바 없다. 때때로, 양쪽 난소에서 난자를 내보내기도 한다.ref 만일 이때 두 난자 모두 수정이 되면, 이란성 쌍둥이가 태어나게 된다.
난소에서 방출되고 나서, 난자는 나팔관의 끝에 있는 술 모양의 조직인 섬모에 의해나팔관으로 들어간다. 하루 정도 지나면, 수정되지 않은 난자는 나팔관 안에서 퇴화하거나 분해된다.
보통 나팔관의 가장 넓은 부분인 자궁관팽대에서 정자와의 수정이 이루어진다. 수정된 난자는 즉시 배아발생, 혹은 배아발달이라 불리는 과정을 거치게 된다. 배아의 발달은 배아가 자궁에 도달하기까지 약 3일 정도 소요되고, 이것이 자궁내막에 착상되는 데 또 3일 정도의 시간이 필요하다. 착상을 할 때쯤이면, 일반적으로 배아는 주머니배 단계에 접어든 상태이다.
일부 여성은, 배란하는 시기에 배란통을 같이 겪는다. 배란이 이뤄질 때 일어나는 급격한 호르몬 변화는 때때로, 주기 중 가벼운 출혈을 유발하기도 한다.

### 황체기(luteal phase)
황체기는 분비기라고도 한다. 난자가 난소로부터 나와 나팔관으로 들어간 이후에, 난소에서는 단단한 덩어리가 형성된다. 이 덩어리, 황체는 배란 이후 일정 기간 동안 그 크기가 커지고, 상당량의 호르몬, 그 중에서도 주로 프로게스테론을 생성하는 중요한 작용을 한다. 프로게스테론은 자궁내막으로 하여금 주머니배(포낭)의 착상이 가능하도록 하고, 초기 임신에 도움을 주는 매우 중요한 역할을 하는데, 다만 여성의 기초체온을 높이는 부작용 또한 나타낸다.
배란 이후, 뇌하수체 호르몬인 난포 자극 호르몬(FSH)과 황체 형성 호르몬(LH)에 의해 성숙난포의 남은 부분은 황체로 변화하여, 프로게스테론과 에스트로겐을 생성한다. 황체에서 생성된 호르몬은 또한 황체 자체의 유지를 위해서 꼭 필요한 FSH와 LH의 생성을 억제한다. 그 결과, FSH와 LH의 수치는 시간의 경과에 따라 빠르게 낮아지고, 황체 역시 위축된다. 프로게스테론 수치의 저하는 월경과, 그에 따르는 새로운 월경 주기를 불러온다. 배란이 일어난 시점부터 프로게스테론이 저하되어 월경이 시작되는 시점까지의 일련의 과정은 대략 2 주 정도 소요되며, 10일에서 16일 까지는 정상으로 볼 수 있다. 여성 개개인에 따라서 난포기는 매 주기마다 그 기간이 종종 차이가 나지만, 이와 달리 황체기는 매 주기마다 거의 일정하다.
황체의 소멸은 난자의 수정으로 막을 수 있다. 수정의 결과로 나타나는 배아는 사람 융모성 성선자극호르몬(hCG) 을 생성하고, LH와 매우 흡사한 이 호르몬이 황체를 보호할 수 있는 것이다. 이 호르몬이 오직 배아에서만 나오기 때문에, 대부분의 임신 테스트는 이 hCG의 존재 여부를 측정한다.